# Portalada d'Anzano
La Portalada d'Anzano és una portalada romànica provinent del Castell d'Anzano. Actualment forma part de la col·lecció permanent del Museu Frederic Marès.

## Descripció
Aquest singular conjunt escultòric és una obra monumental l'exhibició de la qual, per les seves característiques tècniques, és poc habitual en l'interior d'un museu.
Aquesta portalada -romànica de la segona meitat del segle xiii- pertanyia a una de les dues esglésies les restes de les quals encara avui dia es conserven en el lloc anomenat granja o castell d'Anzano, a La Sotonera (Osca).
La portalada està formada per quatre arquivoltes en gradació que estan decorades amb diferents motius a base de cilindres i temes vegetals.
Al timpà s'hi identifica la figura central, coneguda com a Mare de Déu de la Llet, sota d'un baldaquí que sostenen dos àngels. Apareix coronada i entronitzada amb el nen a la falda. A l'esquerra hi ha una figura d'home asseguda, que podria ser sant Josep o un profeta; i, a la dreta, una figura femenina, tal vegada una profetessa o sibil·la. El que més crida l'atenció del conjunt és la desproporció que s'observa en les figures respecte a si mateixes i de les unes respecte a les altres. En el període romànic la mida dels personatges es representava amb relació a la seva jerarquia.
Des del punt de vista estilístic, aquesta portalada es relaciona amb la porta dels Fillols de la Seu Vella de Lleida, model que s'estén arreu del territori immediat a partir de l'inici del segle xiii.